# Eliot Coleman
Pour les articles homonymes, voir Coleman.
Eliot Coleman (né en 1938) est un agriculteur, auteur, chercheur, éducateur et écrivain américain.

## Biographie
Son livre The New Organic Grower est une référence anglo-saxonne importante pour les fermiers et maraîchers ayant une orientation dite biologique.
Il fut pendant deux ans le directeur exécutif de l'IFOAM (ou la fédération internationale des mouvements d'agriculture biologique) et fut l'un des conseillers du Département de l'Agriculture des États-Unis pour la rédaction de son rapport sur les "recommandations sur l'agriculture biologique" en 1979-1980 - document ayant servi de base pour la législation actuelle (National Organic Program - 2002) aux États-Unis.

## Influence et notoriété
Il est vu comme l'une des personnes les plus influentes du monde de  l'agriculture biologique en petite surface. Le chef de renommée internationale, Dan Barber a déclaré au New York Time « Eliot est la raison pourquoi je cuisine »
En développant l’agriculture hivernale dans le nord-est des États-Unis, il est devenu un  « personnage culte de l’agriculture naturelle à petite échelle ». The Winter Harvest Handbook, livre publié en 2009, est devenu la « Bible des agriculteurs qui voudraient se lancer dans l’aventure d’une production sur quatre saisons ». 